# Коновалов, Кирилл Павлович
Кирилл Павлович Коновалов (1898 год, село Ермоловка, Туркестанский край — 1977 год, село Ермоловка) — колхозник, звеньевой колхоза «Караспанский», Герой Социалистического Труда (1966).

## Биография
Родился 10 октября 1903 года в селе Ермоловка (сегодня — село Берген Исаханова Ордабасинского района Южно-Казахстанской области, Казахстан). В 1928 году вступил в колхоз имени Карла Маркса Бугунском района Чимкентской области. Первоначально трудился рядовым колхозником, затем звеньевым хлопководческого звена. С 1957 года работал в колхозе «Караспанский» Чимкентской области.
В 1956 году хлопководческое звено под руководством Кирилла Коновалова собрало по 26 центнеров хлопка-сырца с участка площадью 78 гектаров. За эти успехи в трудовой деятельности был награждён Орденом «Знак Почёта».
С 1962 года по 1965 год, когда Кирилл Коновалов работал в колхозе «Караспанский» посевная площадь, которую обрабатывало его звено, увеличилась с 70 до 150 гектаров. Урожай с участка Кирилла Коновалова в эти годы составляла в среднем по 31,9 центнеров хлопка-сырца, что превышало средний план в 17, 8 центнеров. Валовый вес собранного хлопка в эти годы составил 428 тонн, что превысило в 2,1 раза средний показатель по колхозу. Указом Президиума Верховного Совета СССР от 30 апреля 1966 года «за успехи, достигнутые в увеличении производства и заготовке хлопка-сырца» удостоен звания Героя Социалистического Труда с вручением ордена Ленина и золотой медали «Серп и Молот».
Награды
- Герой Социалистического Труда
- Орден Ленина (1966).
- Орден «Знак Почёта» (1956);